# Yelo
Yelo est une municipalité de la province de Soria, en Castille-et-León, en Espagne.
Selon le recensement de 2004 (INE), la municipalité a une population de 55 habitants.